# Rouveens volkslied
Bee de grote watertoren is het volkslied van Rouveen.
Het werd in 1972 geschreven door Jan Kruidhof, destijds theologiestudent en later predikant. Hij schreef het ter gelegenheid van de bruiloft van zijn zus. Bij bruiloften en dorpsfeesten wordt het nog dikwijls gezongen.

## Tekst
Bee de grote watertoren

of vanof de Mepp'lerweg,

koom ie in ooz mooi Roevène,

en wee kent doar heg en steg.

Refrein:

Van Dekkersland tut an de Lichtmis,

vanof 't Spoor tut an Zwartsluus,

lig doar 't laand van 't old Rovene,

en doar veule wee ooz thuus.

Vrogger was 't hier rouwe vene,

en moerassen wied in 't rond,

mar no boerukt wee tevrene,

op Rouveense goeie grond.

Refrein

In de grote boerenhuuzen,

doere wee ooz daaglijks wark,

en as 't drok is helpt de buren

zo binne wee dan saam'n stark.

Refrein

Oostert, Westert, Boam en Buut'n,

't heurt er allemaole bee,

bee 't land van 't old Roevène

doar allent veule wee ooz vree.

Refrein